# Defensoría del Pueblo de la Nación
La Defensoría del Pueblo de la Nación es un organismo creado en Argentina tras la reforma constitucional de 1994 con el fin de mejorar los mecanismos de control sobre los tres poderes de la república y hacer más accesible la justicia para muchos sectores de la población. Desde 2009 el organismo público se encuentra vacante.

## Funciones
Su misión es doble: en primer lugar, la defensa de los derechos humanos y otros derechos, garantías e intereses tutelados por la constitución, ante actos u omisiones de la administración pública, y por otro, el control del ejercicio de las funciones administrativas públicas.
Cuenta con legitimación procesal e iguales inmunidades y privilegios que los legisladores.
Es elegido por el voto afirmativo de dos tercios de los miembros presentes de cada cámara del Congreso por un periodo de cinco años, pudiendo ser reelegido. El defensor del Pueblo debe, también, defender a los derechos de incidencia colectiva según lo planteado en el artículo 14 del Nuevo Código Civil y Comercial. Frente al avasallamiento de los derechos individuales hacia los bienes de incidencia colectiva.

## Historia

### Creación
La figura del Defensor del Pueblo proviene del derecho escandinavo (de Suecia) y fue introducida en el orden normativo argentino en la reforma constitucional de 1994. El art. 86 de la Constitución Nacional establece:

El Defensor del Pueblo es un órgano independiente instituido en el ámbito del Congreso de la Nación, que actuará con plena autonomía funcional, sin recibir instrucciones de ninguna autoridad. Su misión es la defensa y protección de los derechos humanos y demás derechos, garantías e intereses tutelados en esta Constitución y las leyes, ante hechos, actos u omisiones de la Administración; y el control del ejercicio de las funciones administrativas públicas.

El Defensor del Pueblo tiene legitimación procesal. Es designado y removido por el Congreso con el voto de las dos terceras partes de miembros presentes de cada una de las Cámaras. Goza de las inmunidades y privilegios de los legisladores. Durará en su cargo cinco años, pudiendo ser nuevamente designado por una sola vez.

La organización y funcionamiento de esta institución serán regulados por una ley especial.

El primer ombudsman fue Jorge Luis Maiorano quien asumió el 16 de junio de 1994 y se mantuvo hasta el final del gobierno de Carlos Menem.

### Período 1999-2009
En diciembre de 1999 el Congreso nombró a Eduardo René Mondino como Defensor, quien fue reelegido en 2004 y finalizó su gestión en 2009. Durante su gestión fue elegido presidente de la Federación Iberoamericana de Ombudsman (2001-2003), miembro del Comité Ejecutivo de la Red de Instituciones Nacionales para la Promoción y Protección de los Derechos Humanos de América y del Consejo Ejecutivo del Comité Internacional de Coordinación de las Instituciones Nacionales.

### Desde 2009
Entre 2005 y 2009, el Defensor inició 26 causas judiciales y participó en 52 juicios. El cargo quedó vacante en diciembre de 2008 y nunca más se investigó ni se iniciaron causas. Desde 2009 la Comisión Bicameral de la Defensoría del Pueblo no cumplió con su obligación constitucional y no nombró a nadie para ocupar ese cargo. Hasta 2014, la Defensoría había recibido más de 236.000 denuncias. A cargo de la Defensoría quedaron un secretario y luego un subsecretario, empleados administrativos que carecían de las funciones del Defensor y, por lo tanto, no podían iniciar ningún juicio contra el Estado.
Desde 2009, Fernández de Kirchner, Macri y Fernández han gobernado sin Defensor.
Numerosas organizaciones reclamaron y demandaron en reiteradas oportunidades al Congreso que adoptara las medidas para iniciar el procedimiento de designación. En 2014, la OEA reclamó al Estado la designación del defensor. En 2016, el Comité de Derechos Humanos de la ONU presentó un informe al Estado argentino con preocupación ante la falta de un Defensor. En 2017, Amnistía Internacional reclamó por la designación. En 2017, Poder Ciudadano presentó un informe al Comité Internacional de Coordinación de las Instituciones Nacionales de Derechos Humanos para insistir por el incumplimiento y la ausencia de un Defensor.
En 2025, el presidente Javier Milei, mencionó en reiteradas ocasiones que enviaría una propuesta al Congreso, aunque con la designación en comisión de los jueces Manuel García-Mansilla y Ariel Lijo que luego fueran rechazadas por el Senado, el proceso se vio dilatado hasta, por lo menos, las Elecciones legislativas de Argentina de 2025, donde el partido de Milei, La Libertad Avanza, buscaría mayor representación en ambas cámaras.

## Ámbito de actuación y competencias
El Defensor del Pueblo circunscribe su ámbito de competencia al espacio federal, lo cual significa que no puede intervenir en ámbitos reservados a las provincias. Actúa siempre a nombre propio, por lo que sus actos no pueden ser atribuidos al Congreso Nacional.
Se trata de un órgano ajeno al poder, vinculado al Congreso pero independiente de él, ya que no recibe instrucciones de autoridad alguna y goza de inmunidades y fueros iguales a los de un legislador. Si bien se trata de un órgano unipersonal, nada obsta a que tenga tantos colaboradores y asesores como estime necesario (dadas la complejidad y el alcance de sus tareas y atribuciones).
Sus competencias incluyen las preventivas y las reparadoras. Por las primeras, tiene la atribución de investigar, criticar, opinar y recibir denuncias, requiriendo para todo esto la colaboración de los órganos del poder. En relación con las segundas, hace uso de su legitimación procesal para demandar ante organismos jurisdiccionales las violaciones contempladas en sus facultades. El uso de las mismas ha sido avalada por la Corte Suprema de Justicia de la Nación. Su competencia se extiende, por el Art. 43 de la Constitución, también a derechos de incidencia colectiva. Además, la expresión "funciones administrativas públicas" del Art. 86, permite considerar dentro de su ámbito a todo tipo de entidades públicas no siempre estatales (como las empresas prestatarias de servicios públicos).
En el caso de delitos administrativos, sólo puede incitar la acción pública ante el procurador general de la Nación.

### Rol como institución de Derechos Humanos
A partir de 2015, la gestión de la Defensoría a cargo de Juan José Böckel, generó la iniciativa de ejercer el rol de la institución en el plano internacional. En ese período de dos años, la Institución participó en la Asamblea Anual del GANHRI (Global Alliance of National Human Rights Institutions) en el seno de las Naciones Unidas, donde obtuvo el Status “A” (el máximo status entre las 122 Instituciones Nacionales de Derechos Humanos del mundo); propuso allí una nueva mecánica para los Objetivos del Desarrollo Sostenible (ODS) a fin de sistematizar de forma más adecuada las presentaciones de las INDHs y, por esa vía, dotar de una mayor eficacia a la Agenda 2030. Se sumaron a esta iniciativa, luego de los México, Canadá, Alemania y Dinamarca, y completaron el cuadro representantes de otras regiones por lo cual, con el apoyo del Special Envoy del GANHRI, Prof. Alan Miller, se conformó un Grupo de Trabajo Agenda 2030, representado por Dinamarca, con relación a Europa; Indonesia por Asia; Ghana por África; y Argentina por América. Fue en este último sentido que se participó en el Foro Político de Alto Nivel en ONU, Nueva York, donde, después de haber presentado 66 países su informe voluntario, la Defensoría argentina fue la única que presentó un informe de ODS y la única que subió a ese podio invitada por el Consejo Coordinador de Políticas Sociales.
En ese marco de las ODS se conformó el 1.º Observatorio Estatal de Femicidios; que se suscribieron más de 40 convenios nacionales e internacionales; que se creó la primera plataforma digital inteligente con motores de búsqueda para más de 4.000 documentos de ONU sobre ODS, actualizada a diario; en su compromiso con los DDHH se crearon tres programas integrales vinculados con la Salud y DDHH, el Ambiente y los DDHH y las Empresas y los DDHH, siendo pioneros en este último tema en promover los principios rectores (obligaciones que deben cumplir las empresas en beneficio de la sociedad). En este sentido, el 17 de agosto de 2017 realizó una jornada de capacitación en la Biblioteca Nacional con participación de las Naciones Unidas, de la CGT, Ministerio de Trabajo, AMIA, y funcionarios de la Secretaría de DDHH, del área Social del PE. y del Instituto Danés de DDHH. Además, en conjunto con ONU y el Consejo Coordinador de Políticas Sociales, se capacitó a la sociedad Civil en materia de DDHH en Jujuy y Salta, Tucumán, Córdoba, Chaco, y Tierra del Fuego.

## Nómina de Defensores del Pueblo
| N.º | Defensor             | Partido                                           | Periodo                                       | Presidente                                                                                             | Nota                                  |
| --- | -------------------- | ------------------------------------------------- | --------------------------------------------- | --- | ------------------------------------- |
| 1   | Jorge Luis Maiorano  | Partido Justicialista                             | 16 de junio de 1994 - 10 de diciembre de 1999 | Carlos Menem                                                                                           |                                       |
| 2   | Eduardo René Mondino | Partido Justicialista                             | 28 de diciembre de 1999 - 6 de abril de 2009  | Fernando de la Rúa Adolfo Rodríguez Saá Eduardo Duhalde Néstor Kirchner Cristina Fernández de Kirchner |                                       |
| -   | Vacante              |                                                   | 6 de abril de 2009 - 10 de diciembre de 2013  | Cristina Fernández de Kirchner                                                                         | Adjunto a cargo Anselmo Agustín Sella |
| -   | Vacante              | 10 de diciembre de 2013 - 10 de diciembre de 2015 | Secretario a cargo Carlos Haquim              | Cristina Fernández de Kirchner                                                                         |                                       |
| -   | Vacante              | desde el 10 de diciembre de 2015                  | Mauricio Macri Alberto Fernández Javier Milei | Subsecretario a cargo Juan José Böckel                                                                 |                                       |